# Příčovy
Příčovy (německy Pritschau) jsou obec v okrese Příbram ve Středočeském kraji, asi 3 km západně od Sedlčan. Žije zde 348 obyvatel.

## Historie
První písemná zmínka o vesnici pochází z roku 1365.
Za druhé světové války se obec stala součástí vojenského cvičiště Zbraní SS Benešov a její obyvatelé se museli 31. října 1943 vystěhovat.

## Obecní správa

### Části obce
- Příčovy (k. ú. Příčovy)

K obci patří také Kačerov, Pod Lohem a Za Rybníkem.
Sousedními obcemi sídla jsou Nalžovice, Sedlčany, Kňovice a Dublovice.

### Územněsprávní začlenění
Dějiny územněsprávního začleňování zahrnují období od roku 1850 do současnosti. V chronologickém přehledu je uvedena územně administrativní příslušnost obce v roce, kdy ke změně došlo:
- 1850 země česká, kraj České Budějovice, politický okres Votice, soudní okres Sedlčany[4]
- 1855 země česká, kraj Tábor, soudní okres Sedlčany
- 1868 země česká, politický i soudní okres Sedlčany
- 1939 země česká, Oberlandrat Tábor, politický i soudní okres Sedlčany[5]
- 1942 země česká, Oberlandrat Praha, politický i soudní okres Sedlčany[6]
- 1945 země česká, správní i soudní okres Sedlčany[7]
- 1949 Pražský kraj, okres Sedlčany[8]
- 1960 Středočeský kraj, okres Příbram
- 2003 Středočeský kraj, okres Příbram, obec s rozšířenou působností Sedlčany

### Starostové
- Pavel Nevlida (2000–2014)
- Pavel Kymla (2014-2022)
- Ing. Michal Jiráček (od 2022)

## Společnost

### Rok 1932
V obci Příčovy (341 obyvatel) byly v roce 1932 evidovány tyto živnosti a obchody: hostinec, kovář, řezník, trafika.

## Pamětihodnosti

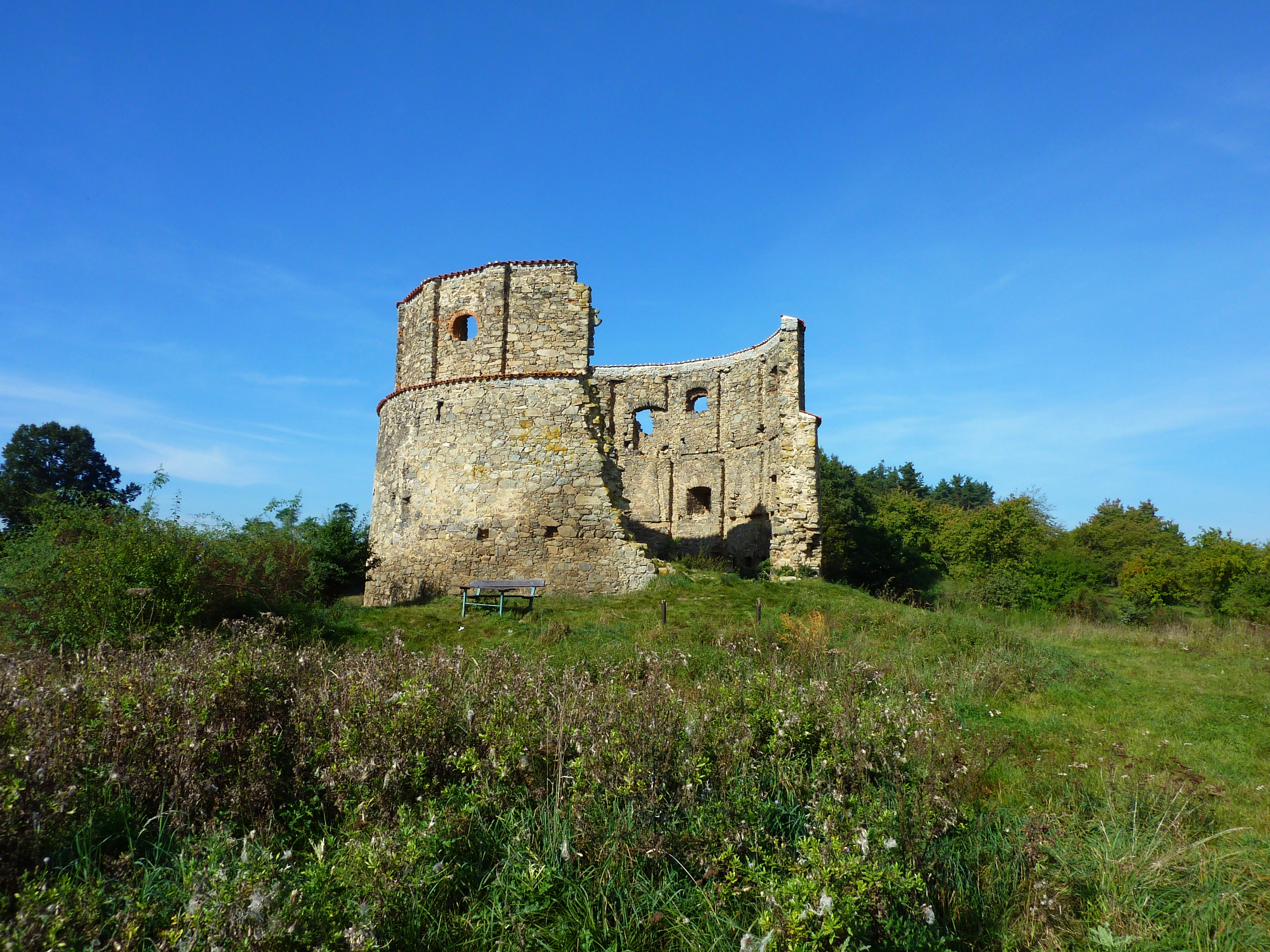
Zřícenina větrného mlýna

- Barokní zámek z počátku 18. století
- Poblíž obce se nachází zřícenina větrného mlýna holandského typu z roku 1617, opuštěn koncem 18. století, technická památkaZámek

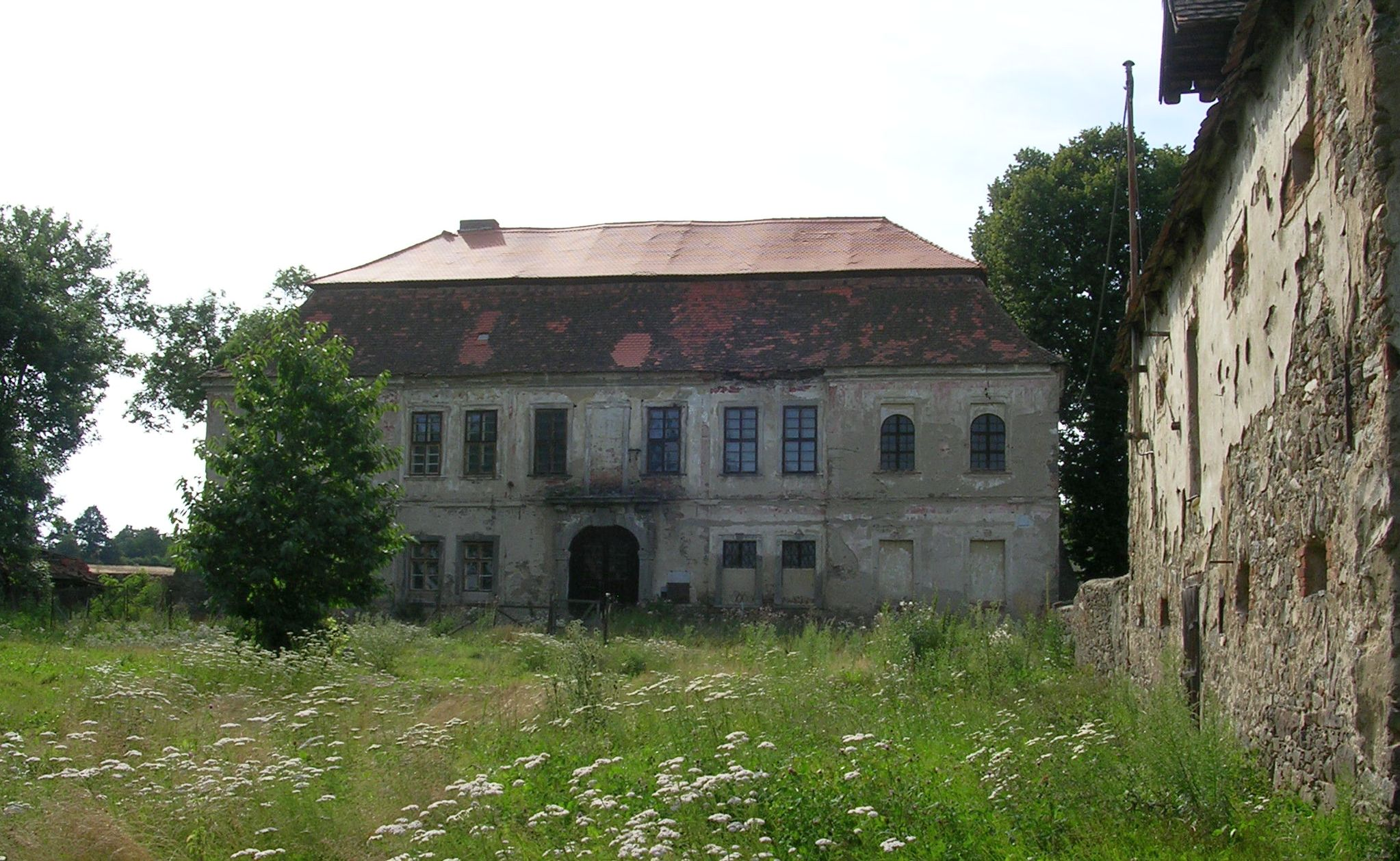
Zámek

## Doprava

### Dopravní síť
Do obce vedou silnice III. třídy. Po hranici území obce vede silnice I/18 Rožmitál pod Třemšínem – Příbram – Sedlčany – Votice. Železniční trať ani stanice či zastávka na území obce nejsou.

### Autobusová doprava 2024
Autobusovou dopravu v obci Příčovy zajišťuje společnost Arriva Střední Čechy a ČSAD Benešov. Obec je součástí Pražské integrované dopravy (PID). V obci se nachází zastávka Příčovy, kterou obsluhuje autobusová linka 754. Na křižovatce silnice I/18 a silnice III. třídy směrem do obce se nachází zastávka Příčovy,rozc. Tuto zastávku obsluhují linky 516 a 552, stejně jako linka 754. Linka 516 propojuje Sedlčany s Dublovicemi a Zvíroticemi. Autobusová linka 552 spojuje Kamýk nad Vltavou se Sedlčany, přičemž projíždí obcemi Svatý Jan a Dublovice. Linka 754 spojuje Příbram s Příčovy, Sedlčany a Benešovem.

## Turistika
- Cyklistika – Obcí vedou cyklotrasy č. 8133 Sedlčany – Příčovy – Dublovice – Chramosty a č. 8135 Nová Ves – Příčovy.
- Pěší turistika – Územím obce vedou červeně značená turistická trasa Sedlčany – Příčovy – Chlum – Hrazany a žlutě značená trasa Příčovy – Kňovičky – Radíč – Hrazany.

## Galerie

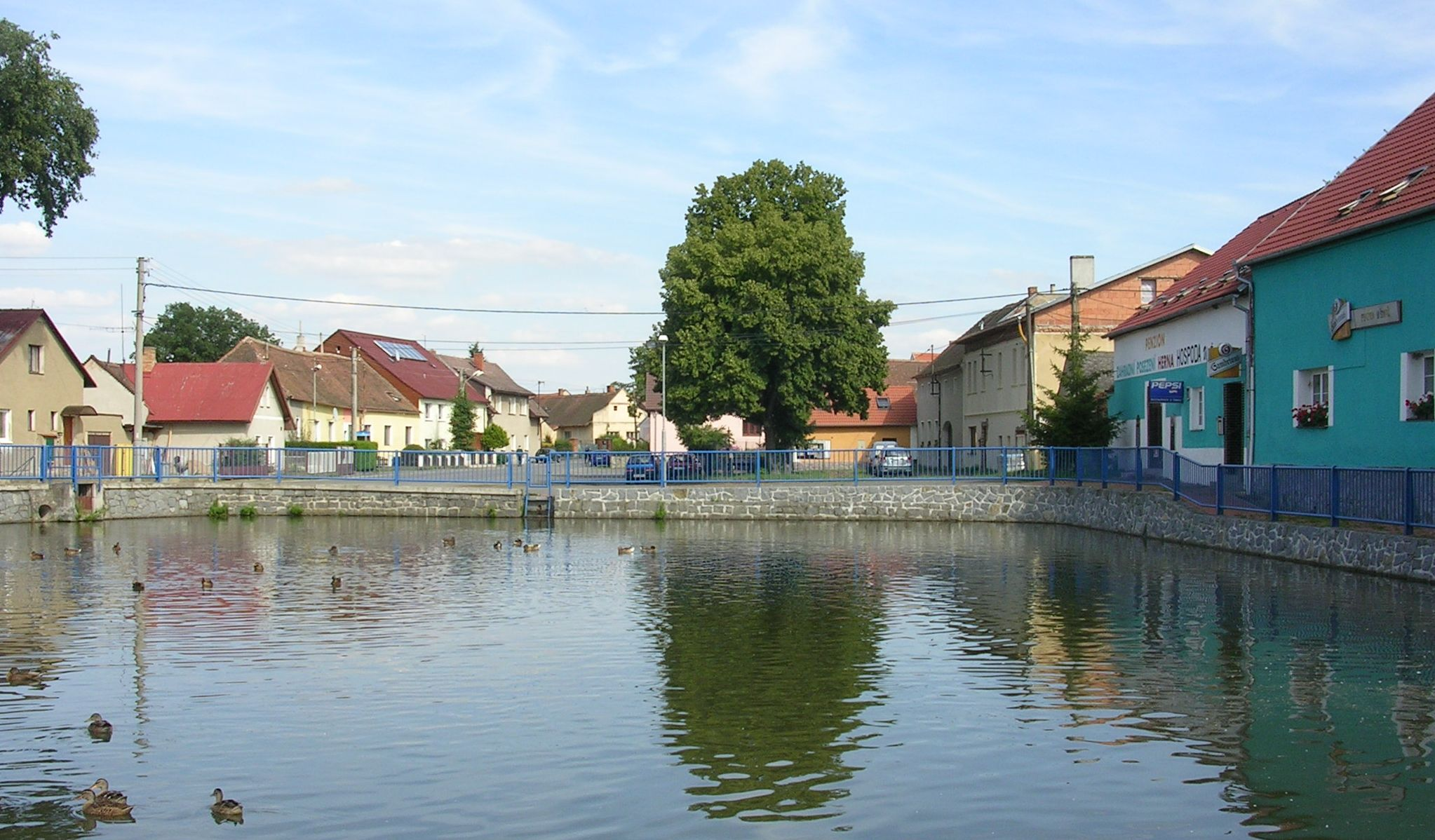
Náves s nádrží, vpravo hospoda U Šimků
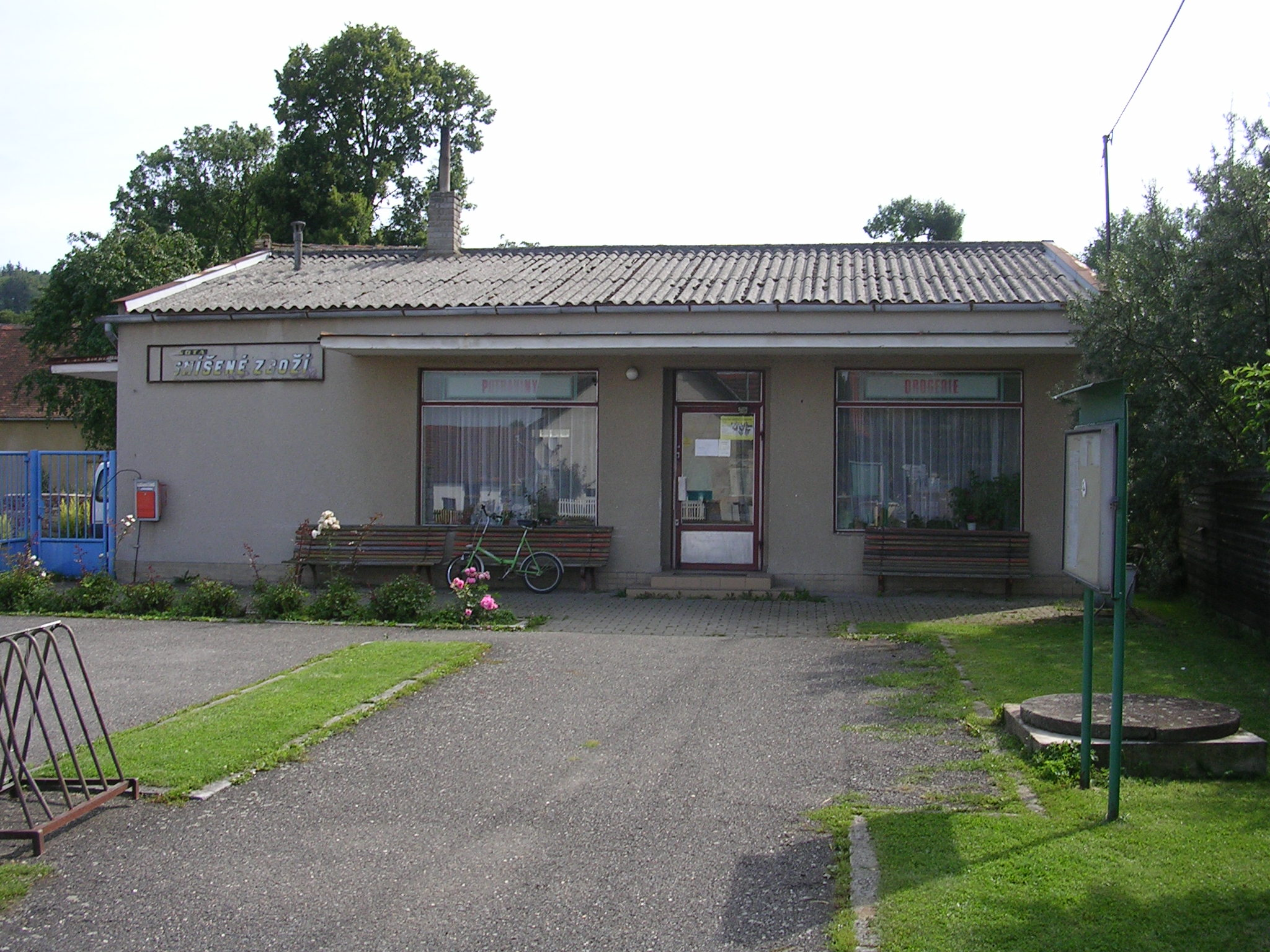
Smíšené zboží u návsi